# Komitat Pozsega
Komitat Pozsega (węg. Pozsega vármegye, chorw. Požeška županija) – komitat Królestwa Węgier i Trójjedynego Królestwa Chorwacji, Slawonii i Dalmacji. W 1910 roku liczył 265 272 mieszkańców, a jego powierzchnia wynosiła 4932,95 km². Jego stolicą była Požega.
Południową granicę komitatu wyznaczała rzeka Sawa, za którą leżało Kondominium Bośni i Hercegowiny. Graniczył także z komitatami Belovár-Kőrös, Verőce i Szerém.